# Burlington (Colorado)
Burlington es una ciudad ubicada en el condado de Kit Carson en el estado estadounidense de Colorado. En el año 2010 tenía una población de 4254 habitantes y una densidad poblacional de 787,7 personas por km².

## Geografía
Burlington se encuentra ubicada en las coordenadas 39°18′15″N 102°16′7″O / 39.30417, -102.26861.

## Demografía
Según la Oficina del Censo en 2000 los ingresos medios por hogar en la localidad eran de $33 854, y los ingresos medios por familia eran $42 500. Los hombres tenían unos ingresos medios de $29 167 frente a los $19 018 para las mujeres. La renta per cápita para la localidad era de $16 054. Alrededor del 14,8% de la población estaba por debajo del umbral de pobreza.